# Charles Lebouc
Charles Joseph Lebouc (Besançon, 22 de desembre de 1822 - Hyères, 6 de març de 1893) fou un violoncel·lista i compositor musical francès.
Arribà a París als divuit anys i ingressà en el Conservatori, on fou deixeble de Franchomme, de Colet i de Halévy. El 1842 guanyà el primer premi de violoncel, el 1843 el segon d'harmonia i el 1844 el primer. Entrà a formar part de l'orquestra de l'Òpera, i va romandre en aquesta fins al 1848. Fou secretari del Societat de Concerts del Conservatori. Fundà les Soirées de musique classique, que veié prosperar. Va compondre diverses obres: La vision de Sainte Cécile, Souvenirs d'Italie, Ave verum, etc.